# Leptocera opinata
Leptocera opinata är en tvåvingeart som beskrevs av Rohacek 1991. Leptocera opinata ingår i släktet Leptocera och familjen hoppflugor. Inga underarter finns listade i Catalogue of Life.